# Ачадово
Ача́дово (рос. Ачадово, ерз. Оцяду) — село у складі Зубово-Полянського району Мордовії, Росія. Адміністративний центр Ачадовського сільського поселення.
Населення — 666 осіб (2010; 786 у 2002).
Національний склад станом на 2002 рік:
- мордва — 97 %